# Masatada Ishii
Masatada Ishii (født 1. februar 1967) er en tidligere japansk fodboldspiller og træner.
Han har spillet for flere forskellige klubber i sin karriere, herunder NTT Kanto, Kashima Antlers og Avispa Fukuoka.
Han har tidligere trænet Kashima Antlers og Omiya Ardija.